# Ungilsan (métro de Séoul)
Ungilsan  (hangeul : 운길산 ; hanja : 雲吉山) est une station de passage de la ligne Gyeongui-Jungang du métro de Séoul. Elle est située au 120 Ungilsan-ro, Joan-myeon, dans la ville d Namyangju, sur le territoire de la province Gyeonggi, à l'est de Séoul en Corée du Sud. 

## Situation sur le réseau

Plan du réseau du métro de Séoul (2023)

Établie en aérien, Ungilsan, est une station de passage de la ligne Gyeongui-Jungang du métro de Séoul : elle est située entre la station Paldang, en direction du terminus ouest Munsan, et la station Yangsu, en direction du terminus est Jipyeong.